# Repülőhal csillagkép
A Repülőhal (latin: Volans) egy csillagkép. Eredetileg Piscis Volans volt  neve. Nincs negyedrendűnél fényesebb csillaga.

## Története, mitológia
A csillagépet Pieter Dirkszoon Keyser és Frederic de Houtman holland hajósok figyelték meg az 1500-as években. Petrus Plancius vezette be 1589-ben, és látható azon a 32,5 cm. átmérőjű éggömbön, amit Jacob Floris van Langren tett közzé Amszterdamban. A csillagkép ott van az 1597-ben vagy 1598-ban Amszterdamban Plancius és Jodocus Hondius által kiadott 35 cm-es éggömbjén, a rajza pedig először Johann Bayer német csillagász 1603-ban kiadott Uranometriájában látható.

## Látnivalók

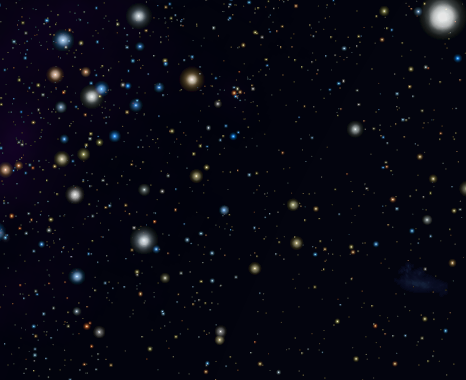
A Repülőhal csillagkép

### Csillagok
- α Volantis: a Naptól 69 fényév távolságra lévő, fehér színű, 4,2 magnitúdós, A5-ös színképtípusú, 10 000 K hőmérsékletű csillag.
- β Vol: a fényessége 3,m65, a távolsága 112  fényév.
- γ Vol: sárga színű kettőscsillag, kis távcsővel már észlelhető. A γ1 Vol csillag hatodrendű, a távolsága 130 fényév, a szintén 130 fényévre lévő párja, a γ2 Vol negyedrendű, F5 színképtípusú.
- δ Vol: 1 100 fényévre lévő, negyedrendű csillag.
- ε Vol: negyedrendű csillag, nyolcadrendű kísérővel.

### Mélyég-objektumok
- NGC 2434
- NGC 2442